# Велика рідня (громадська організація)
«Велика рідня» (засн. 2007 року) — Вінницька обласна краєзнавча літературно-мистецька громадська організація.

## Історія
Створена у жовтні 2007 р. з ініціативи двох вінницьких письменниць — депутата Верховної ради України 5-го скликання Олени Вітенко (фундатор) та Заслуженого працівника культури України, доцента кафедри української літератури Вінницького державного педагогічного університет ім. М. Коцюбинського Тетяни Яковенко (голова).

## Мета
Основною метою і змістом роботи організації є сприяння створенню, збереженню і поширенню надбань української літератури і мистецтва, а також мистецьких набутків інших етносів України, розвитку і захисту української мови, збереженню та популяризації духовної спадщини, розвитку літературно-краєзнавчого туризму, формування відкритого громадянського суспільства, самореалізації наукового та творчого потенціалу членів організації, створення умов для їх праці та дозвілля.

## Основні проекти
- Щорічна літературно-мистецька премія імені Марка Вовчка;
- Літературно-мистецьке об'єднання «Автограф» при Вінницькому обласному будинку культури учителя;
- Літературно-мистецький альманах «Подільське пересло» (вийшло друком два числа);
- Альманах для дітей «Подільське перевеслечко» (2011);
- Підтримка музею Марка Вовчка в стінах Немирівського навчально-виховного комплексу « ЗОСШ № 2 І-ІІІ ст. — ліцею»;
- Щорічні у грудні місяці Дні вшанування пам'яті Марка Вовчка на Вінниччині;
- Сприяння перевиданню творів класиків української літератури, пов'язаних з Вінниччиною (за упорядкуванням Анатолія Подолинного видані твори: у 2010 р. повість «Маруся» Марка Вовчка, у 2011–2012 рр. «Дорогою ціною» Михайла Коцюбинського та «Облога Буші» Михайла Старицького);
- Акція «Щоб наше слово не вмирало» до 200-річчя від дня народження Тараса Шеченка;
- Спільно з Вінницькою письменницькою організацією та ВОУНБ ім. Тімірязєва регулярні засідання літературно-мистецької вітальні «Інтермецо»;
- Співпраця з музеями Вінниччини (Вінницький краєзнавчий музей, Немирівський літературно-мистецький музей «Літературна Немирівщина», Вінницький літературно-меморіальний музей М. М. Коцюбинського, Бібліотека-меморіальний музей Михайла Стельмаха (с. Дяківці, Літинський район);
- Міжнародні та міжрегіональні зв'язки з Ізраїлем, Волинню, Дніпропетровщиною, Івано-Франківщиною, Вінницьким земляцтвом у Києві.
- Презентації, творчі вечори в культурних та освітянських закладах області, підтримка місцевих літературно-мистецьких груп та об'єднань.